# Elsa de Württemberg

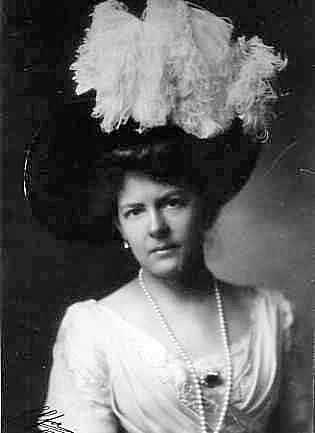
Ducesa Elsa de Württemberg

Ducesa Elsa de Württemberg (Elsa Mathilde Marie; 1 martie 1876 – 27 mai 1936) a fost fiica Ducelui Eugen de Württemberg și a Marii Ducese Vera Constantinovna a Rusiei. S-a căsătorit cu Prințul Albert de Schaumburg-Lippe.

## Copilărie și familie
Ducesa Elsa s-a născut la Stuttgart, Regatul Württemberg, ca cea mai mare dintre gemenele Ducelui Eugen de Württemberg și a Marii Ducese Vera Constantinovna a Rusiei. Sora ei geamănă a fost Ducesa Olga de Württemberg (1876–1932). Bunicii materni au fost Marele Duce Constantin Nicolaevici al Rusiei (fiu al Țarului Nicolae I al Rusiei) și Prințesa Alexandra de Saxa-Altenburg.

## Logodnă
La 28 ianuarie 1895 Circulara Curții a publocat următoarele: "Suntem informați că o căsătorie a fost aranjată între Alteța Sa Regală Prințul Alfred de Saxa-Coburg și Gotha, singurul fiul al Altețelor lor Regale Ducele și Ducesa de Saxa-Coburg și Gotha și nepot al Majestății Sale, și Alteța Sa Ducesa Elsa Matilda Marie, fiica Ducelui Wilhelm Eugen de Württemberg și a Marii Ducese Vera a Rusiei". Logodna a fost probabil aranjată de mamele tinerilor, amândouă Mari Ducese ale Rusiei prin naștere. Logodna a fost ruptă de familia miresei când au aflat mai multe despre stilul de viață a tânărului Alfred, descris de tabloidele germane.

## Căsătorie și copii
La 6 mai 1897, la Stuttgart, ea s-a căsătorit cu Prințul Albert de Schaumburg-Lippe (1869–1942), fiu al Prințului Wilhelm de Schaumburg-Lippe și a Prințesei Bathildis de Anhalt-Dessau.
Ei ai avut patru copii:
- Prințul Max de Schaumburg-Lippe (28 martie 1898 – 4 februarie 1974), căsătorit în 1933 cu Helga Lee Roderbourg, fără copii;
- Prințul Franz Josef de Schaumburg-Lippe (1 septembrie 1899 – 7 iulie 1963), căsătorit în 1959 cu Maria Theresia Peschel, fără copii;
- Prințul Alexander de Schaumburg-Lippe (20 ianuarie 1901  – 26 noiembrie 1923);
- Prințesa Bathildis de Schaumburg-Lippe (11 noiembrie 1903 – 29 iunie 1983), căsătorită în 1925 cu Wolrad, Prinț de Schaumburg-Lippe, au avut copii.